# 帕拉代斯 (肯塔基州)
帕拉代斯（英語：Paradise）是位於美國肯塔基州穆倫貝爾格縣的一個鬼鎮。

## 地理
帕拉代斯所處的海拔為高於海平面122米（即400英呎），而該地所採用的時區為UTC-6，即北美中部時區（CST）。同時該地設有夏令時間，為UTC-6調快一小時，即UTC-5（CDT）。